# Nutzniessung
Die Nutzniessung gemäss schweizerischem Recht ist eine Personaldienstbarkeit, ein beschränktes dingliches Recht. Geregelt ist sie in Art. 745 ff. ZGB. Sie entspricht dem Nießbrauch des deutschen Rechts nicht, ähnelt ihm aber zum Teil.
Die Nutzniessung ist das Recht an beweglichen Sachen, an Rechten, an einem Vermögen oder an einem Grundstück, dieses wie Eigentum zu behandeln, obwohl es kein Eigentum ist. Das heisst, der Nutzniesser hat den vollen Genuss der Sache, dem Eigentümer verbleibt während der Dauer der Nutzniessung nur das „bloße“ Eigentum (sog. nudum dominium oder nuda proprietas).

## Entstehung
Das Nutzniessungsrecht entsteht aufgrund eines Vertrages oder eines Testaments durch die Übertragung der Sache oder des Rechts an den Nutzniesser. Bei Grundstücken wird das Nutzniessungsrecht ins Grundbuch eingetragen.

## Erlöschen, Untergang
Die Nutzniessung geht unter mit dem vollständigen Untergang ihres Gegenstandes. Bei Grundstücken spätestens mit der deklaratorischen Austragung im Grundbuch. Ein wirksamer Verzicht (Verzicht des Nutzniessers) ist schon davor möglich. Weitere Untergangsgründe sind Zeitablauf (falls eine Laufzeit vereinbart wurde) oder Tod des Berechtigten.
Die Nutzniessung kann aufgrund von Art. 749 Abs. 2 ZGB höchstens 100 Jahre dauern.

## Übertragung
Die Nutzniessung kann zur Ausübung grundsätzlich auf eine andere Person übertragen werden (Art. 758 Abs. 1 ZGB). Das Stammrecht dagegen ist unübertragbar (vorbehältlich eines Verzichts oder einer Änderung des Rangs). Die Nutzniessung als Stammrecht kann deshalb nicht gepfändet werden. Letzterer Umstand rechtfertigt die Gleichstellung des entgeltlichen Erwerbs einer Nutzniessung durch den Schuldner mit einer Schenkung im Rahmen der schuldbetreibungs- und konkursrechtlichen Pauliana.

## Unterhalt/Verzinsung/Steuern/Abgaben/Versicherung
Der Nutzniesser trägt die Auslagen für den gewöhnlichen Unterhalt und die Bewirtschaftung der Sache, die Verzinsung der auf der Sache haftenden Kapitalschulden, die Steuern und die Abgaben. Der Eigentümer hat für die bei ihm erhobenen Steuern und Abgaben einen Ersatzanspruch gegenüber dem Nutzniesser. Der Nutzniesser hat die Nutzniessungsgegenstände auf seine Kosten gegen Feuer und andere Gefahren zu versichern (vgl. ZGB 767).